# 하이터 얀선
하이터 얀선(Gaite Jansen, 1991년 12월 25일 ~ )은 네덜란드의 배우이다.

## 출연 작품
- 인 마이 파더스 가든 (2016)
- 슈퍼노바 (2013)
- 트릭 (2012)
- 로투스 (2011)
- 170 헤르츠 (2011)
- 해피 엔드 (2009)